# Стерлінг (Массачусетс)
Стерлінг (англ. Sterling) — місто (англ. town) в США, в окрузі Вустер штату Массачусетс. Населення — 7808 осіб (2010).

## Демографія
Згідно з переписом 2010 року, у місті мешкало 7808 осіб у 2810 домогосподарствах у складі 2170 родин. Було 2965 помешкань
Расовий склад населення:
| - 97,0 % — білих - 0,9 % — азіатів - 0,7 % — чорних або афроамериканців - 0,2 % — корінних американців - 0,1 % — вихідців з тихоокеанських островів |

До двох чи більше рас належало 0,9 %. Частка іспаномовних становила 2,0 % від усіх жителів.
За віковим діапазоном населення розподілялося таким чином: 24,4 % — особи молодші 18 років, 62,1 % — особи у віці 18—64 років, 13,5 % — особи у віці 65 років та старші. Медіана віку мешканця становила 44,0 року. На 100 осіб жіночої статі у місті припадало 96,8 чоловіків;  на 100 жінок у віці від 18 років та старших — 92,4 чоловіків також старших 18 років.
Середній дохід на одне домашнє господарство  становив 127 069 доларів США (медіана — 102 500), а середній дохід на одну сім'ю — 143 075 доларів (медіана — 125 286). Медіана доходів становила 79 929 доларів для чоловіків та 72 841 долар для жінок. За межею бідності перебувало 6,0 % осіб, у тому числі 4,6 % дітей у віці до 18 років та 14,6 % осіб у віці 65 років та старших.
Цивільне працевлаштоване населення становило 3966 осіб. Основні галузі зайнятості: освіта, охорона здоров'я та соціальна допомога — 21,1 %, науковці, спеціалісти, менеджери — 16,7 %, виробництво — 13,1 %, роздрібна торгівля — 10,1 %.